# Sam & Max Freelance Police
Sam & Max Freelance Police (рус. Внешта́тные полице́йские Сэм и Макс) — компьютерная игра, разработка которой была отменена. Sam & Max Freelance Police должен был быть квестом, сиквелом известной Sam & Max Hit the Road. Разработка велась компанией «LucasArts».

## Отмена
Несмотря на то, что был опубликован ряд концепт-артов с замыслами дизайнеров, рекламный видеоролик-тизер на E3 и скриншоты, 3 марта 2004 года «LucasArts» объявила об отмене ожидаемой игры, сославшись в коротком пресс-релизе, состоявшем из двух предложений, на «текущее положение дел на рынке и следование экономическим соображениям». Объявление было сделано ближе к концу разработки игры, непосредственно перед началом рекламной кампании и появлением в журналах запланированных предварительных обзоров игры. Внезапность отмены потрясла фанатов и вызвала множество гневных писем, Интернет-петиций и Интернет-статей в адрес «LucasArts».
Отмена заставила многих сотрудников «LucasArts», вовлечённых в создание продолжения Sam & Max, уйти и основать «Telltale Games», небольшую компанию, выпускающую квесты, производством которых «LucasArts», по всей видимости, больше не хотела заниматься. Первым делом они попытались приобрести права, чтобы закончить игру, этим же уже занялось конкурирующее издательство «Bad Brain Entertainment». В конечном счёте, 2 марта 2005 года «LucasArts» прервала переговоры с «Bad Brain Entertainment». С тех пор с сайта «LucasArts» было удалено всё, что связано с Sam & Max, включая пресс-релизы, об анонсировании и отмене продолжения игры (возможно из-за острой реакции фанатов). Действие договора «LucasArts», заключённого со Стивом Перселлом, истекло в мае 2005 года.

## Перерождение
В сентябре 2005 года, четыре месяца спустя после того, как истекла лицензия «LucasArts», Стив Перселл объявил, что он будет работать с «Telltale Games» над новым проектом Sam & Max, не связанным с тем, который был отменён. Игра должна была выпускаться по-эпизодно, подобно предыдущим играм «Telltale Games», а её пред-производство началось в феврале 2006 года. Планировалось на протяжении шести месяцев выпускать ежемесячно новый эпизод, распространяя их через GameTap и сайт «Telltale Games». Первый эпизод был выпущен 17 октября 2006 года.